# 芝けん
芝 けん（しば けん、1985年7月2日 - ）は、フリーランスの俳優。大阪府出身。身長153 cm・体重50 kg。特技は殺陣・アクション・ダンス・歌。元劇団ベニバラ兎団団員。芝けんの芸名は、同劇団主宰者のIZAMが命名。2011年6月に劇団ベニバラ兎団を退団後、芝けんから芸名を変更した。

## 主な出演作品

### 舞台
- CONTINUE21
- アルプスの少女ハイジ
- 母をたずねて三千里
- トラップ一家物語
- 赤毛のアン
- ハッピーファミリー
- あしながおじさん
- クリスマスドリーム
- 7@dash -業務連絡主演女優がいなくなりました-
- ある物語
- 夏唄日記
- うさぎの素
- キャバレー・カルチェ・ラタン1950!
- レスラーボーイズ

### テレビ
- 少年H

### 映画
- ザンナ・ビアンカ

### CM
- エステー「シュパッと消臭プラグ」